# Waterville (Carleton)
Pour les articles homonymes, voir Waterville.
Waterville est une communauté rurale canadienne située dans le comté de Carleton dans la province du Nouveau-Brunswick.

## Histoire
En 1866, Waterville était une ville essentiellement consacrée à l'agriculture et au bois, avec une population d'environ 60 familles. En 1871, la ville comptait 500 habitants tombant à 150 en 1898.

## Géographie
Waterville est une localité située dans la paroisse de Wakefield, dans le comté de Carleton, au Nouveau-Brunswick, au Canada. Elle est située sur la route 590. Il y a trois localités distinctes : Central Waterville, Upper Waterville et Lower Waterville.